# رينا هيداكا
رينا هيداكا (日高里菜 هيداكا رينا) هي ممثلة يابانية ولدت في 15 يونيو 1994 في مقاطعة تشيبا.

## أدوارها في الأنمي

### مسلسلات أنمي تلفزيونية
- كاتاناغاتاري - إيتيزورا كونايوكي
- باكومان - مينا أزوكي
- ستار درايفر - ميزونو يو
- إندكس معينة خاصة بالسحر - لاست أوردر
- إندكس معينة خاصة بالسحر II - لاست أوردر
- ميري آكلة الأحلام - ميناتو كيساراغي
- إكس إكس إكس هوليك: كي - كوهاني تسويوري
- كامينوميزو شيرو سيكاي - رايمو
- تايغر آند باني - كايدي كابوراغي
- أرشيف دانتاليان - باتريشيا ناش
- حكايات آن - آن شيرلي
- جاليلي دونا - هوزوكي فيراري
- سورد آرت أونلاين - سيليكا/كيكو أيانو
- سورد آرت أونلاين II - سيليكا/كيكو أيانو
- بلاك بوليت - إنجو آيهارا
- كابتن إيرث - أكاري يوماتسوري
- سترايك ذا بلاد - ناغيسا أكاتسوكي
- سيليكتور سبريد ويكروس - ميرورون
- كانكولي - كيساراغي
- شوكوغيكي نو سوما - أورارا كاواشيما
- نهوض بطل الدرع - فيلو
- اليس ام اليس - أيري

### أوفا أنمي
- إكس إكس إكس هوليك: شونموكي - كوهاني تسويوري
- إكس إكس إكس هوليك: رو - كوهاني تسويوري

### أفلام أنمي
- الأطفال الذين يطاردون النجوم - مانا
- فيلم سورد آرت أونلاين: أوردينال سكيل - سيليكا/كيكو أيانو

## وصلات خارجية
- رينا هيداكا على موقع IMDb (الإنجليزية)
- رينا هيداكا على موقع ميوزك برينز (الإنجليزية)
- رينا هيداكا على موقع قاعدة بيانات الفيلم (الإنجليزية)
- رينا هيداكا على موقع ANN person (الإنجليزية)